# 김호은
김호은(金浩垠 1992년 1월 3일 ~ )은 전 KBO 리그 LG 트윈스의 내야수, 외야수이다.

## 아마추어 시절
2012년 신인 드래프트에서 10라운드에 SK 와이번스에 지명을 받았으나 연세대학교에 진학했다. 연세대학교 시절 팀의 4번 주축 타자로 활약했다.

## LG 트윈스시절
2016년 신인 드래프트에서 7라운드에 지명받았다. 타격에 재능이 있었으나 드래프트 동기인 홍창기가 퓨쳐스에서 4할을 치며 타격왕을 수상해 주목을 받지 못했다. 이후 군 문제를 해결하기 위해 현역으로 입대해 군 복무를 마쳤다. 2020년 시즌부터 외야수에서 내야수로 포지션을 변경했다. 2020년 6월 12일 롯데전에 출전하며 데뷔 첫 경기를 치렀고, 경기에서 2타수 무안타를 기록했다. 2022년 시즌 후 방출됐다.

## 출신 학교
- 대구옥산초등학교
- 경상중학교
- 대구고등학교
- 연세대학교

## 통산 기록
| 연도 | 팀명  | 타율  | 경기 | 타수 | 득점 | 안타 | 2루타 | 3루타 | 홈런 | 루타 | 타점 | 도루 | 도실 | 볼넷 | 사구 | 삼진 | 병살 | 실책 |
| ---- | ----- | ----- | ---- | ---- | ---- | ---- | ----- | ----- | ---- | ---- | ---- | ---- | ---- | ---- | ---- | ---- | ---- | ---- |
| 2020 | LG    | 0.243 | 69   | 103  | 12   | 25   | 5     | 0     | 2    | 36   | 11   | 0    | 0    | 7    | 2    | 14   | 2    | 1    |
| 통산 | 1시즌 | 0.243 | 69   | 103  | 12   | 25   | 5     | 0     | 2    | 36   | 11   | 0    | 0    | 7    | 2    | 14   | 2    | 1    |